# Alflen
Alflen là một đô thị thuộc huyện Cochem-Zell, bang Rheinland-Pfalz, Đức. Đô thị này có diện tích 13,42 ki-lô-mét vuông.